# Hosszú orsócsonti csuklófeszítő izom

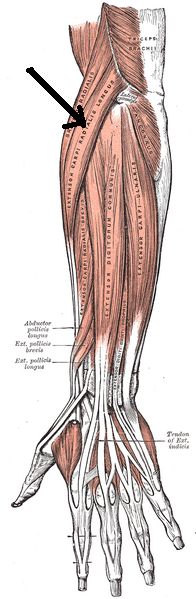
(a nyíl mutatja)A brachioradialis mellett fut

A hosszú orsócsonti csuklófeszító izom (Musculus extensor carpi radialis longus) egyike az öt izomnak, amelyek irányítják a csukló mozgását.

## Elhelyezkedése
Az alkaron található. A felkarcsont (humerus) linea supracondylaris lateralis részének nevezett helyről ered és végig fut az orsócsonton (radius) majd a II. kézközépcsont (metacarpus) alsó fejecsén tapad meg az izom szalag folytatásával (Tendo musculi extensor carpi radialis longi). A karorsói izom (Musculus brachioradialis) és a rövid orsócsonti csuklófeszítő izom (Musculus extensor carpi radialis brevis) között fut.

## Funkció
Feszíti (dorsalflexio) és távolítja (abductio) a kezet a csuklóízületben (a törzstől).

## Beidegzés, vérellátás
Az arteria radialis (orsócsonti artéria) látja el vérrel és a nervus radialis (orsócsonti ideg) idegzi be.